# Баумгарт, Бернд
Бернд Баумгарт (нем. Bernd Baumgart; род. 3 июля 1955, Виттенберг, Галле) — немецкий гребец, выступавший за сборную ГДР по академической гребле в середине 1970-х годов. Чемпион летних Олимпийских игр в Монреале, победитель и призёр регат национального значения.

## Биография
Бернд Баумгарт родился 3 июля 1955 года в городе Виттенберг, ГДР. Проходил подготовку в Лейпциге в местном спортивном клубе DHfK Leipzig.
Впервые заявил о себе в гребле в 1974 году, выиграв в безрульных двойках в паре с Роландом Костульски серебряную медаль на чемпионате ГДР.
Пик его спортивной карьеры пришёлся на сезон 1976 года, когда он вошёл в основной состав восточногерманской национальной сборной и благодаря череде удачных выступлений удостоился права защищать честь страны на летних Олимпийских играх в Монреале (при этом у него не было практически никакого опыта выступлений на международных соревнованиях). В составе экипажа, куда также вошли гребцы Дитер Вендиш, Готтфрид Дён, Вернер Клатт, Ханс-Йоахим Люк, Роланд Костульски, Ульрих Карнац, Карл-Хайнц Прудёль и рулевой Карл-Хайнц Даниловски, Баумгарт занял первое место в программе восьмёрок, опередив преследовавшую лодку из Великобритании более чем на два секунды, и тем самым завоевал золотую олимпийскую медаль. За это выдающееся достижение по итогам сезона был награждён орденом «За заслуги перед Отечеством» в серебре.
На чемпионате ГДР 1977 года был вторым в зачёте безрульных четвёрок, в следующем сезоне показал третий результат в двойках.
Завершил спортивную карьеру достаточно рано из-за проблем со здоровьем. Впоследствии работал преподавателем в профессионально-техническом училище в Бернау.